# Nordavia
Nordavia (russisk: ЗАО «Нордавиа»), tidligere kendt som Aeroflot-Nord (russisk: Аэрофлот-Норд) er et russisk flyselskab, ejet af Aeroflot (51 % af aktierne) og AviaInvest (49 %). IATA-kode: 5N og ICAO-kode: AUL. Selskabet blev stiftet i 1963 under navnet Arkhangelsk United Aviation Squadron, og hed fra 1991 Arkhangelsk Airlines, indtil Aeroflot overtog aktiemajoriteten i 2004.
Nordavia har hovedkvarter i Arkhangelsk i den nordvestlige del af Rusland nær Hvidehavet, hvor det har tilholdssted i Talagi Airport i Arkhangelsk. Flyselskabet opererer fortrinsvis indenrigsflyvning og ruteflyvning på regionale internationale ruter til bl.a. Tromsø, Luleå og Rovaniemi fra Arkhangelsk og Murmansk.
Den 15. september 2008 forulykkede et af selskabets Boeing 737 fly – Aeroflot Flight 821 – under indflyvning til lufthavnen i Perm, og alle 88 ombordværende mistede livet. Flyvningen mellem Moskva og Perm blev opereret af Aeroflot-Nord som del af en serviceaftale mellem Aeroflot-Nord og Aeroflot.
3. juni 2009 var det slut med flyvninger i Europa, da selskabet fik forbud mod at flyve i europæisk luftrum.